# Tarantul-klassen
Tarantul-klassen (også benævnt Molnija (lyn) eller projekt 1241) er en klasse af sovjetiske korvetter. Visionen for klassens design blev født i tegnestuen CMBK Almaz og er tænkt til at erstatte missilfartøjerne af Osa-klassen. I slutningen af 1970'erne erkendte Sovjetunionen behovet for et større fartøj med større sødygtighed, en bedre kanon og en højere placeret luftvarslingsradar (dvs. større kimingsafstand). Behovet for disse forbedringer blev understreget i Golfkrigen i 1991 da 12 irakiske missilfartøjer af Osa I-klassen blev ødelagt eller beskadiget ved hjælp af kortrækkende Sea Skua antiskibsmissiler. De blev angrebet af britiske Lynx-helikoptere, men besætningerne i missilfartøjerne kunne ikke opdage dem da de fløj under radarhorisonten. I Tarantul-klassen bliver både 76 mm kanonen samt 2 styk 30 mm CIWS brugt til luftforsvar sammen med et omfattende udstyr til elektronisk krigsførelse. En variant af klassen blev også udviklet til ASW og blev benævnt Pauk-klassen (projekt 1241.2). Tarantul-klassens koncept blev udviklet i 1970'erne i den sovjetiske flåde og blev i udstrakt grad eksporteret til lande i Warszawapagten og senere også til en del andre lande. Den indiske flåde betalte cirka 30 millioner dollars per Tarantul I i de tidligere 1990'ere. Med over 30 eksporterede fartøjer må Tarantul-klassen betegnes som en relativ stor succes for den russiske skibsbygningsindustri. Den kinesiske flåde benytter fartøjer af Tarantul-klassen, men antallet vides ikke præcist. 

## Versioner

### Tarantul I (Russisk: Mołnia eller projekt 1241R)
Den første version af Tarantul-klassen, baseret på det samme skrog som Pauk-klassen, men med en betydelig større vægt. Klassen er udstyret med fire SS-N-2 Styx SSM (enten P-15 Termit typen med 40 km rækkevidde eller den nyere P-20 variant med 80 km rækkevidde) og det tilhørende 'Plank Shave' ildledelsessystem. 1 styk AK-176 76.2 mm kanon samt 2 AK-630 30 mm seksløbede gatling-maskinkanoner. Desuden er der installeret en firedobbelt Fasta-N SA-N-5 SAM-system og to PK-16 missilvildledningssystemer. Fremdrivningen er et såkaldt COGOG-system (COmbined Gas Or Gas) bestående af to NK-12M gasturbiner med i alt 24.200 hestekræfter til hurtig sejlads. Til normal forlægningssejlads kan de to noget mindre gasturbiner benyttes, de har i modsætning til de store kun 6.000 hestekræfter til sammen. Tophastigheden er 42 knob. Selvom den sovjetiske flåde kun benyttede to Tarantul-I enheder, hovedsageligt som forsøgs- og uddannelsesplatforme for købere blev denne version en relativ stor eksportsucces med omkring 33 salg.

### Tarantul II (Russisk: Mołnia eller projekt 1241.1M)
Den anden version, med samme fremdrivning som forgængeren, men med en noget anderledes overbygning som er identisk med overbygningen i Pauk-klassen. Grunden til ændringen af overbygningen var installationen af fire SS-N-22 Sunburn SSM med en rækkevidde på over 100 km. Sunburn-missilerne fik deres målinformation fra Band Stand radaren og var yderligere i stand til at blive opdateret fra skibet efter affyring via Light Bulb linksystemet installeret på skibe, fly og helikoptere. Kanon og missilvildledningssystemet forblev uændret, hvorimod SAM-systemet blev opgraderet til SA-N-8 Gremlin og Kashtan CIWS.
Selvom skibene i denne version var yderst kapable, måtte de undergå en større modificering og var temmelig tunge og pladsen var trang, hvilket yderligere pressede den i forvejen korte tid skibet kunne være til søs. Der opstod også andre problemer såsom strømforbrug og interferens mellem elektroniske systemer. Til trods for disse problemer blev der bygget mindst 18 Tarantul-II til den sovjetiske flåde, og mange af problemerne blev løst på den ene eller anden måde.

### Tarantul III (Russisk: Mołnia eller projekt 1241-RE)
I den tredje version valgte man at beholde kanon og skrogformen fra version 1241.1M. Denne version var genstand for store opgraderinger, blandt andet en mindre ombygning indendørs. Et nyt fremdriftssystem blev der også plads til, bestående af to PR-76 gasturbiner og to M504 dieselmotorer, hvilket betød mindre vedligeholdelse, billigere drift samt betydelig bedre brændstoføkonomi.
Hvis man ser bort fra disse modifikationer, vurderede sovjetiske marineingeniører stadig at skibene ikke var tilstrækkelig beskyttet mod luftangreb (hvilket viste sig at holde stik under Golfkrigen i 1991). Tarantul-III, bygget fra 1987, fik installeret et forbedret jammingsystem koblet til fire PK-10 missilvildledningssystemer. Der blev bygget mindst 24 af denne klasse til den sovjetiske/russiske flåde inden produktionen blev standset i 1992.

## Brugere

### Voenno-morskoj flot SSSR (Sovjetunionen)/Voyenno-Morskoy Flot Rossii (Rusland)
- 98 enheder bygget – 23 operative i den russiske flåde (2005)

### Bulgarian Navy (Bulgarien)
- 1 skib i tjeneste – 101 "Мълния" ("Lyn")

### Volksmarine (DDR)
- Fem skibe bygget – alle enheder er udfaset, inkluderet Hiddensee, som nu fungerer som et museumsskib i Fall River, USA

### Bhartiya Nāu Senā (Indien)
- Mindst 12 enheder i tjeneste (Bliver benævnt Veer-klassen i Indien)

### Marynarka Wojenna Rzeczypospolitej Polskiej (Polen)
- ORP Metalowiec (436)
- ORP Rolnik (437)

### Forţele Navale Române (Rumænien)
- Zborul (188)
- Pescarusul (189)
- Lastunul (190)

### Viys’kovo-Mors’ki Syly Ukrayiny (Ukraine)
- U155 Prydniprovia
- U156 Kremenchuk

### Vietnams flåde (Vietnam)
- Seks enheder i tjeneste (der er muligvis bestilt 8 mere)

### Yemens flåde (Yemen)
- En operativ enhed (der findes endnu en enhed med ukendt status)